# Adiantum curvatum
Adiantum curvatum är en kantbräkenväxtart som beskrevs av Georg Friedrich Kaulfuss. Adiantum curvatum ingår i släktet Adiantum och familjen Pteridaceae. Inga underarter finns listade.